# دونالد بلوم
دونالد بلوم دبلوماسي أمريكي، شغل منصب القنصل الأمريكي العام إلى القدس بين عامي 2015 و2018. لاحقًا شغل منصب سفير الولايات المتحدة لدى تونس بين عامي 2019 و2022، ويشغل حاليًا منصب سفير الولايات المتحدة لدى باكستان منذ 1 يوليو 2022.